# Nörd-Hötjärnen
Nörd-Hötjärnen är en sjö i Piteå kommun i Norrbotten och ingår i Lillpiteälvens huvudavrinningsområde.